# Stop It
Stop It (kor. 하지마 Hajima) – trzeci singel CD południowokoreańskiej grupy B.A.P, wydany 23 października 2012 roku. Na płycie znalazły się trzy utwory, głównym utworem jest „Stop It” (kor. 하지마 (Stop It)). Sprzedał się w nakładzie 26 514 egzemplarzy w Korei Południowej (stan na maj 2013 r.).

## Lista utworów
| Nr | Tytuł                                              | Słowa                              | Muzyka                      | Czas |
| -- | -------------------------------------------------- | ---------------------------------- | --------------------------- | ---- |
| 1. | "YESSIR"                                           | Marco, Jeon Da-woon, Bang Yong-guk | Marco, Jeon Da-woon         | 1:13 |
| 2. | "Stop It" (kor. 하지마 (Stop It) Hajima (Stop It)) | Duble Sidekick, Bang Yong-guk      | Duble Sidekick, Kim Hee-won | 3:23 |
| 3. | "Happy Birthday"                                   | Park Su-seok, Bang Yong-guk        | Park Su-seok                | 3:34 |

## Notowania
| Lista                    | Pozycja |
| ------------------------ | ------- |
| Gaon Weekly Album Chart  | 3       |
| Gaon Monthly Album Chart | 6       |
| Gaon Yearly Album Chart  | 68      |